# Pană Buescu
Pană Buescu (n. 1833 – d. 1904) a fost un politician conservator român, membru fondator la 24 mai 1873 al partidului politic conservator Partidului Național Liberal. A fost profesor de chimie și fizică la Școala de agricultură de la Herăstrău.

## Biografie

### Copilărie și educație
Pană Buescu s-a născut în 1833 la Slatina, unde tatăl său era samcic (funcționar administrativ). A urmat clasele primare în orașul natal, iar studiile liceale le-a efectuat la București. Prin efortul părinților și cu o bursă de stat, a fost trimis să studieze științele la Sorbona din Franța, unde a urmat cursuri de fizică și chimie. Și-a perfecționat pregătirea în agricultură la Școala Superioară de Agricultură de la Grignon, Franța, și ulterior la Școala Superioară de Agricultură de la Hohenheim-Stuttgart, Germania, axându-se pe chimia agricolă.

### Carieră profesională
Întors în țară în 1857, Pană Buescu a fost angajat ca profesor de agricultură la Institutul de Agricultură, alături de Petre S. Aurelian. A predat la Școala de Agricultură de la Pantelimon, unde a ocupat catedra de mineralogie și fizico-chimie până la pensionarea sa în 1893. În primii ani ai școlii, condusă de Alecu Slătineanu (1853–1857) și C.N. Racotă (1857–1863), a avut ca îndrumător pentru pregătirea practică pe Kunselmann, adus de la Hohenheim.
Buescu a fost un susținător fervent al introducerii științelor teoretice în învățământul agronomic. În 1859, a propus un plan de învățământ pentru Școala de la Pantelimon, aprobat de Eforia Școalelor, care includea discipline precum economie rurală, zootehnie, medicină veterinară, botanică, silvicultură, fizică, chimie, mineralogie, geniu rural, arpentaj, construcții agricole, grădinărit, sericicultură, agricultură și contabilitate. A intrat în polemică cu Ion Ionescu de la Brad în 1862, susținând importanța științelor anexe pentru progresul agriculturii, principii care au fost acceptate și au influențat dezvoltarea învățământului agronomic superior în România.
A fondat ziarul „Agronomia”, unde a publicat articole educative pentru agricultori, alături de colaboratori precum Maxim Barash și Petre Aurelian. A fost un militant pentru îmbunătățirea vieții țăranilor, înființând Societatea de asigurări „Unirea” și susținând crearea asociațiilor de țărani pentru accesul la credite. În 1896, a depus în Cameră un proiect de lege pentru înființarea sindicatelor agricole.
Ca senator al Partidului Conservator timp de peste 20 de ani, a susținut măsuri progresiste pentru ameliorarea situației maselor agricole. A murit sărac, trăind în ultimii ani din pensia de profesor. La decesul său, Ștefan P. Radianu l-a descris ca un om învățat, patriot și iubitor de popor, având deviza „in labore nobillitas”.

## Activitate științifică

### Domenii de cercetare
- Chimia agricolă și nutriția minerală a plantelor
- Economia agrară și soluții pentru criza agricolă
- Organizarea învățământului agronomic și a asociațiilor agricole

### Contribuții originale
- A fost unul dintre primii susținători ai teoriei nutriției minerale a plantelor, bazându-se pe experimentele lui Justus von Liebig, pe care le-a descris detaliat în lucrările sale.
- A propus soluții pentru criza agricolă din România, inclusiv producerea făinii și spirtului pentru valorificarea superioară a exporturilor agricole, și înființarea uzinelor pentru mașini agricole accesibile.
- A recomandat fertilizarea științifică a solului, organizarea asolamentelor furajere și înființarea fabricilor de zahăr, precum și dezvoltarea unei flote comerciale românești pentru transportul pe Dunăre.

## Scrieri
- Crisa agricolă și remediile sale, Bucuresci (Tipo-Lit. Dor. P. Cucii), 1889.
- Tocmelele agricole pe teoria rentei, Bucuresci (Tip. jurnalului Buna credință), 1893.[3]
- Comerțul internațional și tarifele vamale, Bucuresci, Edit. Speranța, 1904.
- Lecțiuni elementare de chimie agricolă, de Pană Buescu, fost profesor de chimie și fisică la Școala de agricultură de la Herăstrău. Cu o prefață și o notiță biografică a autorului de D-l S. P. Radianu. Fasc. I. București (Stab. Grafic Albert Baer), 1905

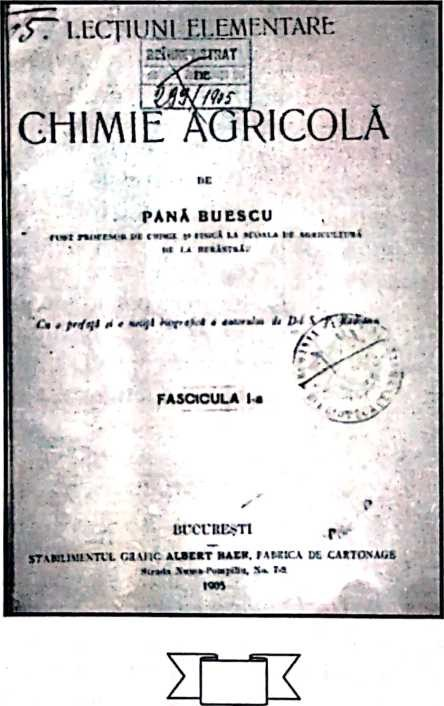
Coperta lucrării Lecțiuni elementare de chimie agricolă (1905), prima lucrare de acest fel din România

- Hameiul („Agronomia”, București, 1859)
- Atmosfera („Agronomia”, București, 1859)
- Tutunul („Agronomia”, București, 1859)
- Porumbul („Agronomia”, București, 1859)
- Pământul și elementele ce-l constituie („Agronomia”, București, 1859)
- Modul propagării instrucției agricole („Agronomia”, București, 1859)
- Rapița (Brassica campestris) („Agronomia”, București, 1859)
- Plugul („Agronomia”, București, 1859)
- Folosirea capitalului în agricultură („Agronomia”, București, 1859)

## Articole conexe
- Maria Pană Buescu <ref>Icoană pe lemn semnată de Maria V. Pană Buescu
- Petre S. Aurelian
- Școala de Agricultură de la Herăstrău